# Liste der Vertriebenendenkmale im Saarland
Diese Liste der Vertriebenendenkmale im Saarland verzeichnet die Vertriebenendenkmale im Saarland.

## Liste
- St. Fronleichnam (Homburg): Das Kreuz über der Orgel erinnert an die 70.000 Deutschen aus dem Banat, die im Januar 1945 nach Russland verschleppt wurden (1972).
- Lebach, Gedenkstein vor der Landesaufnahmestelle in der Pommernstraße 10–14:
DER UNVERGESSENEN HEIMAT. ANNO 1970. 25 JAHRE DANACH.

## Quelle
- Mahn- und Gedenkstätten, Saarland (BdV)